# Győri Zsolt
Győri Zsolt (1968. január 15.) festőművész.
Témái: gyárak, ipari világ, alkatrészek, roncstelepek, Indonézia. Festményein sajátos atmoszférával realisztikusan ábrázolja a tárgyakat. A felületek megmunkálása gondos, de nem fotorealisztikus.

## Tanulmányai
2000  Festészeti ösztöndíj IKIP Bandung, Indonézia
1999  Grafikai ösztöndíj Hágai Királyi Akadémia
1991 -97 Magyar Képzőművészeti  Egyetem
1987- 89 Kirakatrendező és Dekoratőr Szakmunkásképző Iskola
1982  Dési Hubert rajziskola (Korga György)

## Kiállításai

### Egyéni kiállítások
2007   Ipari Képek Nyitott Műhely
2004  Hotel Magnolia Frankfurt am. Main
2002   Hotel Corona Budapest
2000  Indonéz Galéria
2000  Indonéz nagykövetség
1997  Hotel  Atryum Hyatt Budapest
1996  Hotel Grand Canaria

### Csoportos kiállítások
1996 Diploma kiállítás
1995 Mosonmagyaróvár műv.ház
1994  Mező